# Aisne (sông)
Sông Aisne (tiếng Pháp: [ɛːn] ⓘ) là một con sông ở đông bắc nước Pháp. Đây là một phụ lưu tả ngạn của sông Oise. Tên của sông được dùng để đặt tên tỉnh Aisne cũng của Pháp. Thời La Mã, sông này mang tên sông Axona.
Dòng sông bắt nguồn từ khu rừng Argonne tại Rembercourt-Sommaisne, gần Sainte-Menehould. Sông chảy về phía bắc và sau đó về phía tây trước khi  đổ vào dòng Oise ở gần Compiègne. Sông Aisne dài 356 kilômét (221 mi).  Các nhánh chính của nó là Vesle, Aire và Suippe. Trận Axona đã diễn ra giữa người La Mã và người Belgae vào năm 57 trước Công nguyên gần sông Aisne. Trong Chiến tranh thế giới thứ nhất, ba trận đánh trên sông Aisne đã diễn ra ở thung lũng Aisne.

## Địa danh ven sông
Các tỉnh, thị trấn ven sông gồm:
- Tỉnh Meuse
- Tỉnh Marne : Sainte-Ménehould
- Tỉnh Ardennes : Vouziers, Rethel
- Tỉnh Aisne : Soissons
- Tỉnh Oise: Compiègne
- Tỉnh Aisne: Berny-Rivière

## Giao thông đường thủy

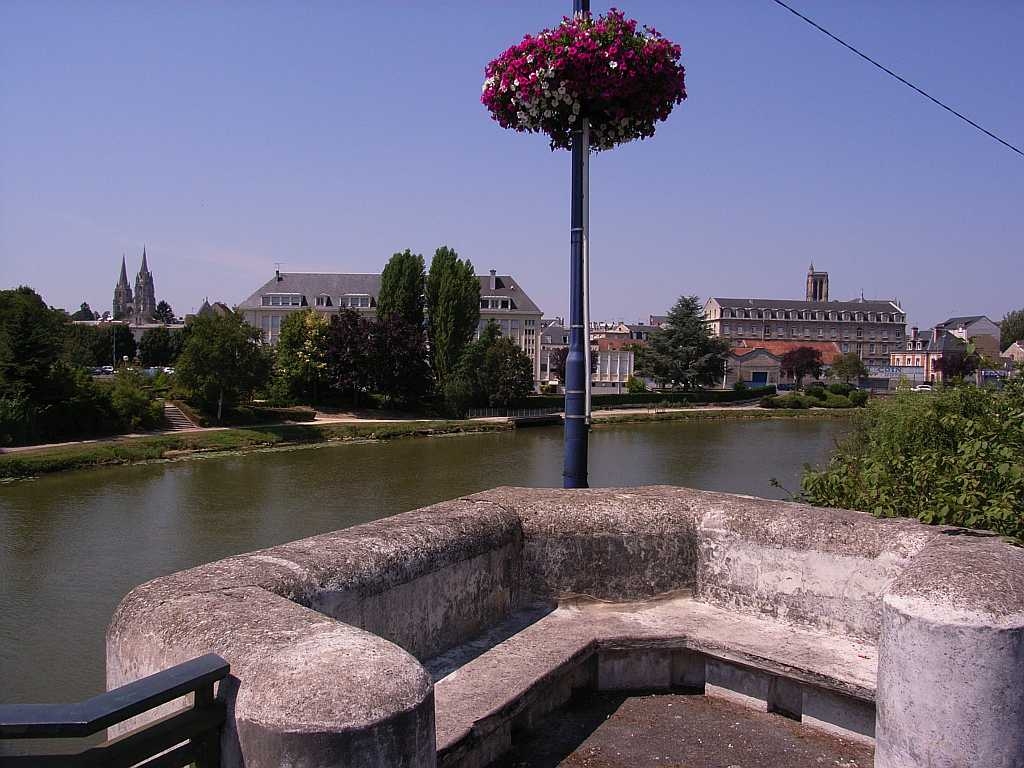
Sông Aisne đoạn chảy qua Soissons

Người ta dùng sông Aisne cho việc giao thông thương mại ngay từ thời Celtic. Công tác nạo vét để kênh hóa (canalisation) sông Aisne bắt đầu vào năm 1836, cùng lúc với việc xây dựng Canal latéral à l'Aisne, tức là kênh bên của sông Aisne. Công việc hoàn thành vào năm 1841, sau đó hai năm thì mở tuyến giao thông thủy trên sông. Hoạt động giao thông thương mại bằng péniches trọng tải 220 tấn vẫn duy trì cho đến nay, còn hoạt động đi thuyền giải trí chủ yếu là thuyền của tư nhân. Thủy đạo dài 57 kilômét (35 mi), từ sông Oise đến ngã ba thông với kênh bên; có tất cả 7 âu thuyền. Thông qua kênh bên, sông Aisne nối thông với sông Marne và Canal de la Meuse.